# 井伊直忠

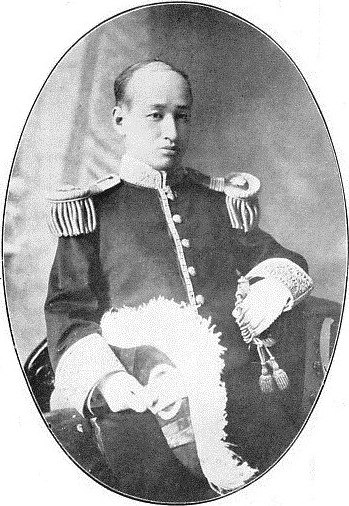
井伊直忠

井伊 直忠（いい なおただ、1881年（明治14年）5月29日 - 1947年（昭和22年）4月1日）は、旧彦根藩主井伊家の第15代当主、正二位伯爵。最後の藩主だった井伊直憲の長男。母は井伊宜子（有栖川宮幟仁親王の王女）。東京生まれ。息子の井伊直愛は直忠没後に彦根市長を務めた。

## 主な経歴
- 生涯の大半を能に打ち込み、東京の麹町にあった本邸に能舞台を構え、初世梅若万三郎（1868年 - 1946年）や二世梅若実（1878年 - 1959年）に師事し、能の実力はかなりのものだったという。関東大震災で本邸が焼失すると角筈にあった別邸に再度能舞台を造り、能道具の収集などを行った。
- 現在、彦根城博物館にある能面や装束は直忠が収集したという。
- 1944年（昭和19年）、彦根城を彦根市に寄贈し、現在に至る[1]。
- 墓所は歴代当主と同じく世田谷豪徳寺。戒名は直心院殿忠山琴堂大居士で、墓石は卵塔の形をしている。

## 栄典
- 1940年（昭和15年）9月2日 - 従二位[2]

## その他
- 1910年頃に制作された映画『忠臣蔵』を鑑賞した際に尾上松之助の演技を絶賛。自ら筆をとり『熱誠動人』という額を作り尾上に贈った。この額は大切にされ、尾上が亡くなった際には枕元に置かれた[3]。